# Grandmesnil (acteur)
Pour les articles homonymes, voir Grandmesnil (homonymie).
Jean-Baptiste Fauchard, dit Grandmesnil (ou Grand-Ménil), né à Paris le 19 mars 1737 et mort dans cette même ville le 24 mai 1816, est un auteur et acteur français.

## Biographie
Il était le fils du chirurgien dentiste Pierre Fauchard qui, en 1734, avait acheté le château de Grand-Mesnil à Bures-sur-Yvette (aujourd'hui annexe de l'Hôpital d'Orsay).
D’abord avocat au parlement de Paris, il défendit Jean Ramponneau, puis fut conseiller de l’amirauté et se prononça contre le Parlement Maupeou. Il quitta la France en 1771 et se réfugia à Bruxelles, où il se livra au goût qu’il avait toujours eu pour le théâtre et parut d’abord dans les rôles de valets. Étant rentré en France quelques années plus tard, il joua à Marseille, puis à Bordeaux, où il fit les financiers et les rôles à manteau.
Le 31 août 1790, il débuta à la Comédie-Française, d’où il se retira le 21 mars 1811. Grandmesnil fut un des meilleurs interprètes de Molière et il excella surtout dans les rôles d’Arnolphe et d’Harpagon.
La distinction de ses manières et la régularité constante de sa vie lui valurent dans le monde une légitime considération. Il fut appelé, en 1796, à l’Académie des beaux-arts de l'Institut de France, lors de sa formation, dans la classe de Littérature et Beaux-Arts.
Il est l’auteur de deux pièces de théâtre, probablement non représentées :
- Le Savetier joyeux (1759)
- Tant pis pour elles, tant pis pour eux et tant mieux pour eux, tant mieux pour elles, ou le Voyage impromptu (1760)

## Carrière à la Comédie-Française
Entrée en 1790
Nommé 199e sociétaire en 1792
Départ en 1811 (retraite)

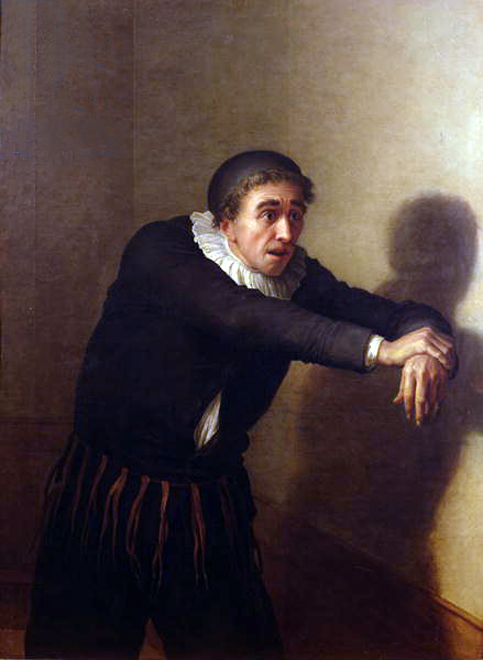
Jean-Baptiste François Desoria, L'Acteur Grandmesnil, Paris, Comédie-Française.

- 1790 : L'Avare de Molière : Harpagon[1]
- 1790 : Jean Calas de Jean-Louis Laya, Comédie-Française : le confesseur
- 1790 : Les Plaideurs de Jean Racine, Comédie-Française : Chicaneau
- 1790 : Tartuffe de Molière, Comédie-Française : Orgon
- 1791 : La Liberté conquise de Harny de Guerville, Comédie-Française
- 1791 : George Dandin de Molière, Comédie-Française : Sotenville
- 1792 : Le Barbier de Séville de Beaumarchais : Bartholo
- 1795 : L'Agioteur de Jean Armand Charlemagne : Bérard
- 1799 : L'École des maris de Molière : Sganarelle
- 1799 : L'Abbé de L'Épée de Jean-Nicolas Bouilly, Comédie-Française : Darlemont
- 1799 : L'Intrigue épistolaire de Fabre d'Églantine, Comédie-Française : Clénard
- 1799 : La Dupe de soi-même de François Roger d'après Carlo Goldoni, Comédie-Française : Bonézy
- 1799 : La Jeune Hôtesse de Flins des Oliviers, Comédie-Française : Durmont
- 1799 : Les Précepteurs de Fabre d'Églantine, Comédie-Française : Damis
- 1800 : Caroline ou le Tableau de François Roger, Comédie-Française : Dubreuil
- 1800 : Pinto ou la Journée d'une conspiration de Népomucène Lemercier : Santarello
- 1800 : Le Buste de Préville d'Emmanuel Dupaty, Comédie-Française : Rémi
- 1800 : Les Deux Poètes d'Antoine-François Rigaud, Comédie-Française : Armand
- 1800 : Les Mœurs du jour ou l'École des jeunes femmes de Jean-François Collin d'Harleville, Comédie-Française : Morand
- 1801 : La Maison donnée d'Alexandre Duval, Comédie-Française : Versac oncle
- 1801 : Le Collatéral de Fabre d'Églantine, Comédie-Française : Dormond
- 1801 : Le Confident par hasard de Louis-François Faur, Comédie-Française : Dorimont
- 1802 : Juliette et Belcourt de Vincent Lombard de Langres, Comédie-Française : Saint-Fard
- 1805 : L'Homme à sentiments de Louis-Claude Chéron de La Bruyère, Comédie-Française : Sudmer
- 1805 : Madame de Sévigné de Jean-Nicolas Bouilly, Comédie-Française : M. Darmanpierre
- 1806 : Le Politique en défaut de Charles-Augustin Sewrin et René de Chazet, Comédie-Française : d'Hermilly
- 1808 : Plaute ou la Comédie latine de Népomucène Lemercier : Euclion
- L'École des femmes de Molière : Arnolphe

## Source
- Gustave Vapereau, Dictionnaire universel des littératures, Paris, Hachette, 1876, p. 923